# 克魯格-魯原住民藝術收藏館
維吉尼亞大學克魯格-魯原住民藝術收藏館擁有全球最傑出的澳洲原住民藝術收藏之一，可與澳洲本土多數收藏媲美，也是澳洲以外唯一專注於澳洲原住民藝術的博物館。館內藏有帕普尼亞圖拉藝術運動與阿納姆地藝術家的許多重要開創性畫作，收藏品超過2000件，涵蓋樹皮畫、壓克力畫、雕塑、攝影、版畫及各類手工藝品。現任館長為人類學家瑪戈·史密斯AM。  
該館位於潘托普斯農場，此處為大學持有的地產，曾由湯瑪斯·傑佛遜擁有，現屬夏洛茨維爾的潘托普斯社區。  

## 歷史

### 收藏館淵源
「克魯格-魯」之名源自兩位美國收藏家：媒體大亨約翰·W·克魯格與英語教授愛德華·L·魯。  
1988年，克魯格在紐約亞洲協會畫廊參觀《夢境：澳洲原住民藝術》展覽時，深受這類藝術吸引。自1989年起，他多次造訪澳洲，聘請策展顧問，委託或收藏了逾600件作品。1993年，克魯格購入已故愛德華·L·魯（1923–1989）的收藏。魯曾任堪薩斯大學英語教授，1965年以傅爾布萊特訪問學人身份赴澳時開始收藏原住民藝術，更是美國首位展出私人原住民藝術收藏的藏家，其藏品於1966至1977年間巡迴展出逾20次。克魯格接手魯的收藏後持續擴充，最終決定將這批世界級藏品捐贈給維吉尼亞大學以供學術研究，遂於1997年捐出，博物館於1999年在現址正式開放。  

### 建築歷史
收藏館所在土地原屬莫納坎印第安部落，他們曾世代守護這片土地與水域。1746年，湯瑪斯·傑佛遜之父彼得·傑佛遜購入夏洛茨維爾以東包含此處的地產。湯瑪斯繼承後將此地命名為「潘托普斯」（意為「盡收眼底」），並於1815年出售。1938年，納什維爾的詹姆斯·奇克買下此地，聘請建築大師班傑明·查爾斯·貝克建造現存的殖民復興風格宅邸。幾經轉手後，尤金與安·沃瑞爾於1998年將建築贈予大學以支持學術發展。  

## 使命
該館致力推廣澳洲原住民藝術與文化，促進大眾對人類多樣性與創造力的認識，核心目標之一在於與澳洲原住民建立合作關係，深化影響力。館方每年邀請逾20位原住民知識傳承者到訪，因地理隔閡，更重視藝術家與部落領袖作為文化詮釋者的角色。曾駐館的藝術家包括茱蒂·華生、雷科·雷尼、妮琪·坎普斯頓、賈姆巴瓦·馬拉維利、弗農·阿基、大衛·博森等。此駐村計畫自2012年起由澳洲藝術理事會資助。